# Schüssel-Moräne
Die Schüssel-Moräne ist eine große Moräne im ostantarktischen Königin-Maud-Land. Im nordzentralten Teil des Alexander-von-Humboldt-Gebirge im Wohlthatmassiv liegt sie inmitten des Tals In der Schüssel.
Teilnehmer der Deutschen Antarktischen Expedition 1938/39 unter der Leitung des Polarforschers Alfred Ritscher entdeckten und kartierten sie. Teilnehmer einer sowjetischen Antarktisexpedition fertigten 1961 Luftaufnahmen an und benannten die Moräne in Anlehnung an die Benennung des Tals, in dem sie sich befindet.